# Ronald Shannon Jackson
Ronald Shannon Jackson (Fort Worth, 12 januari 1940 - aldaar, 19 oktober 2013) was een Amerikaanse jazzdrummer.

## Biografie
Shannon Jackson nam als tiener deel aan regelmatige sessies van begeleidingsmuzikanten van Ray Charles. In Texas, Missouri en Connecticut studeerde hij geschiedenis en sociologie. Midden jaren 1960 kwam hij gezien zijn muziekbeurs naar New York en was daar betrokken bij Albert Aylers legendarische freejazz-opnamen. Verder speelde hij met Charles Mingus, Betty Carter, Jackie McLean, Joe Henderson, Kenny Dorham, McCoy Tyner, Herbie Hancock, Wayne Shorter, Ray Bryant, Bennie Maupin en Stanley Turrentine. Midden jaren 1970 behoorde hij tot de muzikanten, die met Ornette Coleman in het harmolodische systeem een rockgebonden vrij spel ontwikkelden. Deze jazzpunk ontwikkelde hij in de band van de Coleman-gitarist James Blood Ulmer verder.
Eind jaren 1970 speelde hij ook met Cecil Taylor en Albert Mangelsdorff. Daarna formeerde hij in 1980 zijn toentertijd uitgebreide band Decoding Society, waarin het concept werd uitgebreid. Met de band trad hij meervoudig succesvol op in Europa (als eerste bij het Moers Festival). Weliswaar zwakte de innovatieve onstuimigheid van zijn Decoding Society, ondanks excellente medespelers als Vernon Reid, Steve Salas, Reggie Washington en Eric Person snel af en zwichtte deze eind jaren 1980 voor een ongeïnspireerde groove-routine. Terwijl zijn drum-&-poetry-pogingen niet werden erkend, kon hij met het door Bill Laswell geproduceerde album Red Warrior, weer aansluiten aan de beginperiode van zijn band.
In 1986 en later was hij succesvol onderweg met Bill Laswell, Peter Brötzmann en Sonny Sharrock als Last Exit, begin jaren 1990 dan met de bassist Melvin Gibbs en de gitarist Bill Frisell als Power Tools. Een zenuwziekte dwong hem tijdens de jaren 1990 zijn spel op te schorten en zich bij tijden te concentreren op het componeren. Vanaf 2005 kon hij weer optreden. Als laatste was hij in Europa onderweg met Wadada Leo Smith, Vijay Iyer en John Lindberg resp. met Melvin Gibbs, Joseph Bowie, Vernon Reid en James Blood Ulmer.
Op de in 2019 door het tijdschrift Rolling Stone gepubliceerde ranglijst van 100 beste drummers in de geschiedenis van de popmuziek kreeg hij de 83e plaats toegekend.

## Overlijden
Ronald Shannon Jackson overleed in oktober 2013 op 73-jarige leeftijd aan de gevolgen van leukemie.

## Discografie
Onder eigen naam
- 1980: Eye on You (About Time)
- 1981: Nasty (Moers Music)
- 1981: Street Priest (Moers Music)
- 1982: Mandance (Antilles Records)
- 1983: Barbeque Dog (Antilles Records)
- 1983: Montreux Jazz Festival (Knit Classics)
- 1984: Pulse (Records)
- 1985: Decode Yourself (Island Records)
- 1981-1983: Taboo (Venture/Virgin Records)
- 1984: Earned Dream (Knit Classics)
- 1986: Live at Greenwich House (Knit Classics)
- 1986: Live at the Caravan of Dreams (Caravan of Dreams)
- 1986: When Colors Play (Caravan of Dreams)
- 1987: Texas (Caravan of Dreams)
- 1990: Red Warrior (Axiom)
- 1992: Raven Roc (DIW Records)
- 1994: Live in Warsaw (Knit Classics)
- 1994: What Spirit Say (DIW Records)
- 1996: Shannon's House (Koch)